# June Marlowe
June Marlowe, née à St. Cloud, dans le Minnesota, le 6 novembre 1903 et morte à Burbank en Californie, le 10 mars 1984, est une actrice américaine. Elle apparut notamment dans la série Les Petites Canailles (Our Gang), où elle incarna dans six épisodes la charmante maîtresse d'école Miss Crabtree.

## Carrière
June Marlowe est née Gisela Valaria Goetten de parents allemands à St. Cloud (Minnesota). Elle fut une actrice prolifique du cinéma muet des années 1920, et connut des partenaires allant de John Barrymore à Rintintin. Sa carrière se portait bien jusqu'à l'apparition du cinéma parlant. Elle ne fit pas facilement la transition, abandonnant progressivement le cinéma à partir de 1930.

### Miss Crabtree
Par chance, elle rencontra un jour dans un magasin de Los Angeles le réalisateur des Petites Canailles, Robert F. McGowan. Il était à la recherche d'une actrice pour incarner la maîtresse d'école. Après que le producteur Hal Roach suggéra qu'elle porte une perruque blonde pour s'accorder à la couleur des cheveux de Jackie Cooper, qui tenait le rôle principal parmi les enfants, elle obtint le rôle de Miss Crabtree.

June Marlowe et Jackie Cooper firent ensemble 3 épisodes des Petites Canailles: Teacher's Pet, School's Out et Love Business. Elle eut aussi un petit rôle dans Little Daddy. En plus de cette participation aux Petites Canailles, elle joua dans d'autres productions d'Hal Roach, comme le premier long métrage de Laurel et Hardy.

En 1931, Jackie Cooper arrêta Les Petites Canailles et fut embauché par la MGM. Miss Crabtree ne fut plus utilisée que dans deux autres courts : Shiver My Timbers (1931) et Readin' and Writin' (1932).

En 1933, June Marlowe se maria à l'homme d'affaires Rodney Sprigg et se retira du cinéma.

Elle mourut de la maladie de Parkinson le 10 mars 1984.

## Filmographie partielle
- 1924 : When a Man's a Man de Edward F. Cline
- 1924 : A Lost Lady de Harry Beaumont
- 1925 : Pleasure Buyers de Chester Withey
- 1925 : Clash of the Wolves de Noel M. Smith
- 1926 : Fangs of Justice (en) de Noel M. Smith
- 1931 : De bote en bote ou Los Presidiarios de James Parrott
- 1931 : Sous les verrous (Pardon Us) de James Parrott
- 1941 : Melodías de América d'Eduardo Morera (en)
- 1944 : Le Corsaire noir (El corsario negro) de Chano Urueta